# ハニア
ハニア（Chaniá、ギリシア語: Χανιά, xaˈɲa、HaniaまたはKhania、ヴェネト語: La Canea、オスマン語: خانيه /Hanya）は、ギリシャの都市。クレタ島で2番目に大きく、ハニア県の県都。島北岸にあり、レシムノのおよそ西70km、ヘラクリオンの西約145kmにある。日本ではカニアとも表示される。
基礎自治体ハニアの公式な人口は55,838人だが、周辺の人口を含めた都市圏で70,000人の人口を抱える。人口密度は4,248.1/平方kmで、アテネ、テッサロニキの各都市圏外では最も人口密度が高い。

## 地理
ハニア市はハニア湾の東端にある。この湾は東のアクロティリ半島と西のスパタ半島の間にある広いものである。カステリ丘は市の中にある突出した光景で、かつて古代都市シドニアの中心部があった所である。丘は小さなハニア平野の目立った部分を占め、郊外のプロフィティス・イリアス、アギオス・マッテオス、コノピディアナ、ヴァムヴァコプロ村などとの境界となっている。

### 気候
ハニアは典型的な地中海性気候で、日照数の多い夏と雨季にあたる温暖な冬がある。4月から10月の時期、快晴がほぼ毎日続く。空気は常に温かいが、猛烈な熱波（気温38℃以上）は珍しく、優勢で冷たく乾いたエテジア風が北から直接吹き込み、快適な状態となる。晴天日が休止するのはしばしば風が吹き雨がちとなる冬である。雪と霜は海岸ではまれであり、例外であるが、2004年2月13日の吹雪で10cmから30cmの雪が都市圏に積もったこともある。しかし、そのような低温の日の後にはさらに温かく晴れた天気が続いてやってくる。3月か4月に起こる滅多にない初期の熱波は、サハラ砂漠の塵が強く熱い南向きの下降する風にのってやってくるもので、シロッコの一種である。ギリシャ人は、『リビアからの風』という意味のリヴァスという言葉で呼ぶ。このような気象は年に2回ほどしか起こらず、状態は1日か2日以上続かない。
左記のグラフは1958年から1997年の記録を元にしたものである。今までに記録された最高気温は42.5℃で、最低気温は0℃である。しかし、最低気温の記録は2004年2月13日に破られた。この日、真昼に－1℃に達したのである。

## 歴史

### 古代

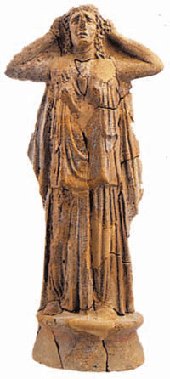
紀元前4世紀から3世紀のものとされる、墓から出土した泥製の小立像

ハニアは、ギリシャ人がキドニア（シドニアとも。ギリシャ語でマルメロを意味する）と呼んだミノア文明の定住地のあった場所である。このミノア文明都市が現在のハニアの下にあり、一部の有名な考古学的な証拠となる出土品が、旧市街のカステリ地区から見つかっている。この一帯は新石器時代から人が暮らしていた。市はミノア文明が終焉を迎えた後、古代ギリシャの重要な都市国家として再び出現した。市はハニア湾からレフカ・オリ山地の麓へ伸びる領土を持っていた。最初のギリシャ本土からの移住者の到来は、紀元前1100年頃のドーリア人による。キドニアはアプテラ、ファラサルナ、ポリリニアといったクレタ島の他都市国家と定期的に戦争状態となった。キドニアは、ホメロスのオデッセイに記載されるほどキドニア人にとって十分なほど重要だった(iii.330)。紀元前69年、共和政ローマのコンスル、メテルスはクレタ人を退け、キドニアを征服した。彼は市に独立した都市国家としての特権を授けた。キドニアは3世紀まで、自分たちで硬貨を鋳造できる権利を保持し続けた。

### 東ローマ時代
東ローマ帝国の元での原始キリスト教時代（395年 - 824年）と、続くアラブ人による支配時代、定住地がカニア（Chania）と呼ばれていたことの記述が不十分である。東ローマ時代、キリスト教が島中に伝播したが、アラブ支配時代にはキリスト教徒は迫害され、山地へと移った。961年に東ローマは市を奪還した（1204年まで支配）。ギリシャ人らは再びアラブ人が侵攻するのを防ぐために市の防衛を強力に進め、一帯にあった古代ギリシャ時代の建物から資材を用いた。この時から、ハニアは司教座となった。

### ヴェネツィア時代

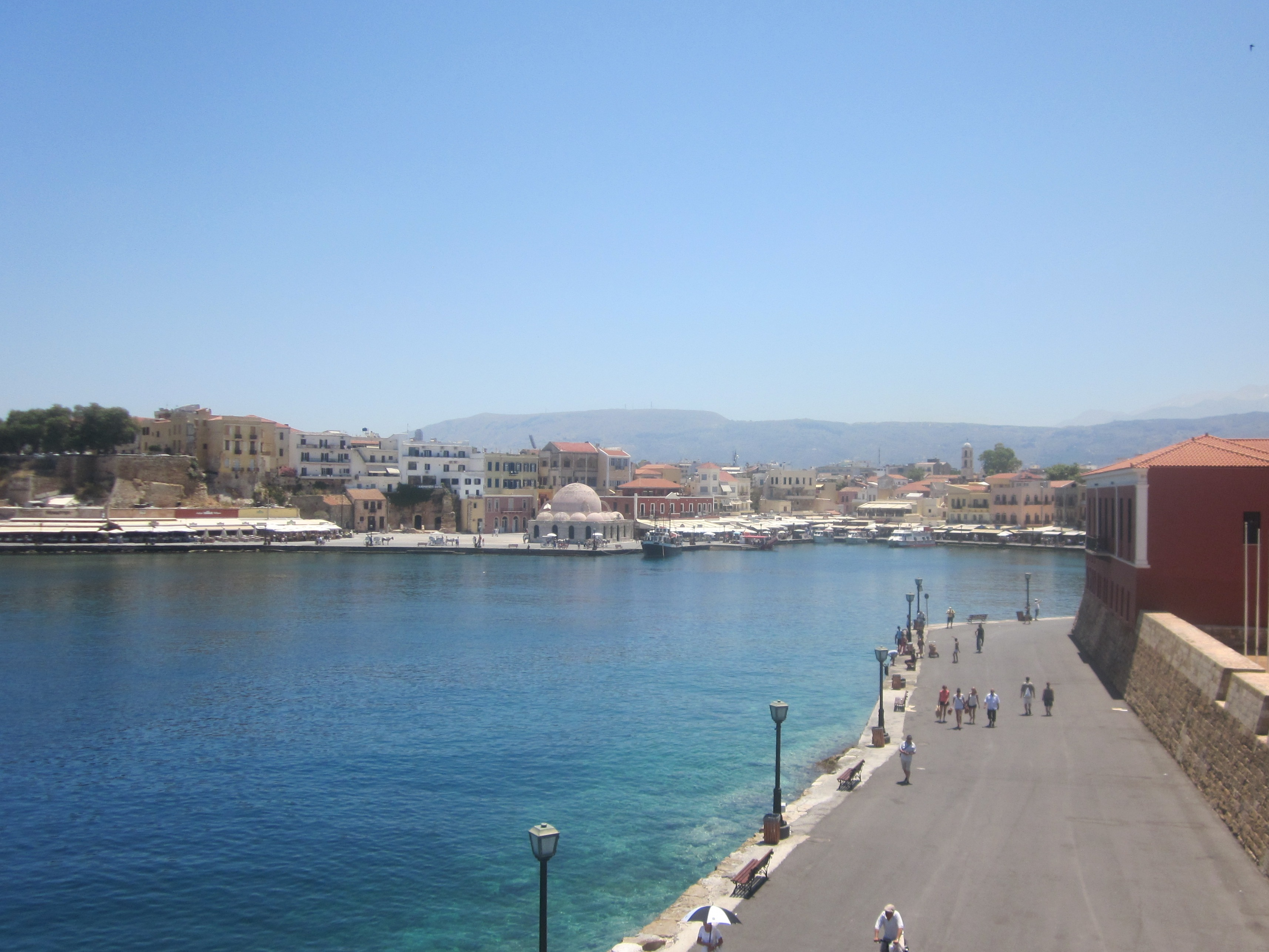
現在のヴェネツィアン・ポート

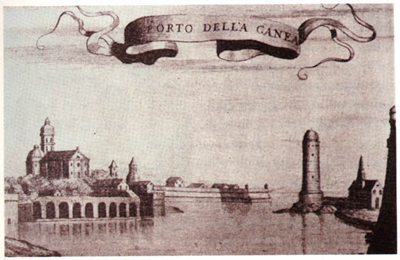
ヴェネツィア時代の古い港

1204年の第四次十字軍がコンスタンティノープルを陥落させ、ギリシャ本土での東ローマ支配が衰えると、クレタ島はボニファチオ・デ・モンフェラートへ与えられた。彼は逆に、100マルク銀貨でヴェネツィア共和国へ島を売ることにした。1252年、ヴェネツィア人はクレタ人をどうにかして打ち負かしたが、1263年に、競争相手のジェノヴァ共和国がクレタ人の支援を受け、マルタ伯エンリコ・ペスカトーレ指揮のもと市を獲得した。この状態は1285年にヴェネツィアが奪還するまで続いた。ハニアは、地域のレクトル（行政監督職の将軍）の所在地に選ばれ、肥沃な農業地帯の突出した貿易中心地として繁栄を極めた。
ヴェネツィア支配は相対的に厳しく抑圧的だったが、ゆっくりと双方の関係は改善された。ヴェネツィアとの接触はクレタ文化とヴェネツィア文化との絡み合いを密接にしたが、クレタ人は自分たちのギリシャ正教会の伝統を失うことはなかった。市の名前はイタリア語でラ・カネア（La Canea）となり、要塞設備は強化され、このとき与えられたハニアの形態は現在もまだ残っている。一方で、1453年に東ローマ帝国が滅亡すると、多くの聖職者たちや芸術家らがクレタ島へ逃れてきて、島でのギリシャ人の信仰と文化を一層強めた。東ローマ、ヴェネツィア、古代ギリシャの文化要素が混ざり合った時代の後にハニアは続いた。市にある多くの重要な建物はこの時代に建てられ、知識的な活動（文筆、音楽、教育）も奨励された。

### オスマン帝国領

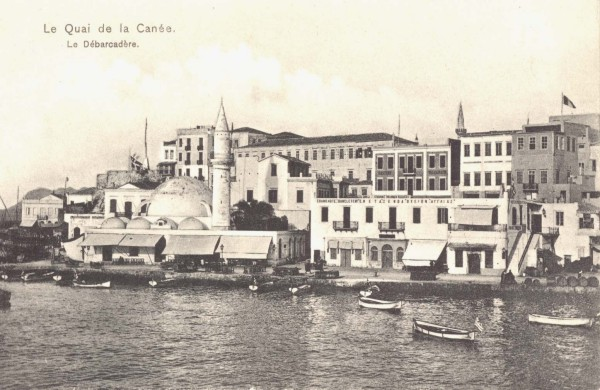
オスマン帝国時代の旧港

1645年、わずか2ヶ月の包囲戦に耐えられなかったハニアの城壁はオスマン帝国に陥落させられた。トルコ人らはキッサモスにあるゴニア修道院近くに上陸し、略奪を働き火を放った。多くの死者、特にトルコ人の死者が包囲戦で生じた。トルコ人司令官は、40,000人以上という兵士を失ったことから本国へ召還され処刑された。のち、ほとんどの教会はモスクに転用され、市の富は持ち去られた。トルコ人は主に東のカステリ地区、スプランツィア地区に居住した。スプランツィア地区のドミニコ会派の聖ニコラオス教会は中央モスク（Houghiar Tzamissi）に変えられていたからである。トルコ人らはKioutsouk Hassan Tzamissiのような港にある新しいモスクも作った。公衆浴場（ハンマーム）、泉はトルコの都市のような特徴であった。クレタ島のパシャはハニアに居住した。
1821年、ギリシャはオスマン帝国に対し反旗を翻し、ハニアにおいてもギリシャ人とトルコ人の間に対立が起きた。どちらの側からも犠牲者が出て、その多くはキリスト教徒であった。キッサモス主教メルヒセデク・デスポタキスは革命的な事件に参加したために、スプランツィアで絞首刑に処され木に吊された。1878年、ハレパ協定が締結され、キリスト教徒は権利を与えられた。このためにクレタ島在住のイスラーム教徒らがトルコへ移っていった。島に残ったトルコ人らは、1922年のギリシャ＝トルコの住民交換によって島を去った。 

### 20世紀

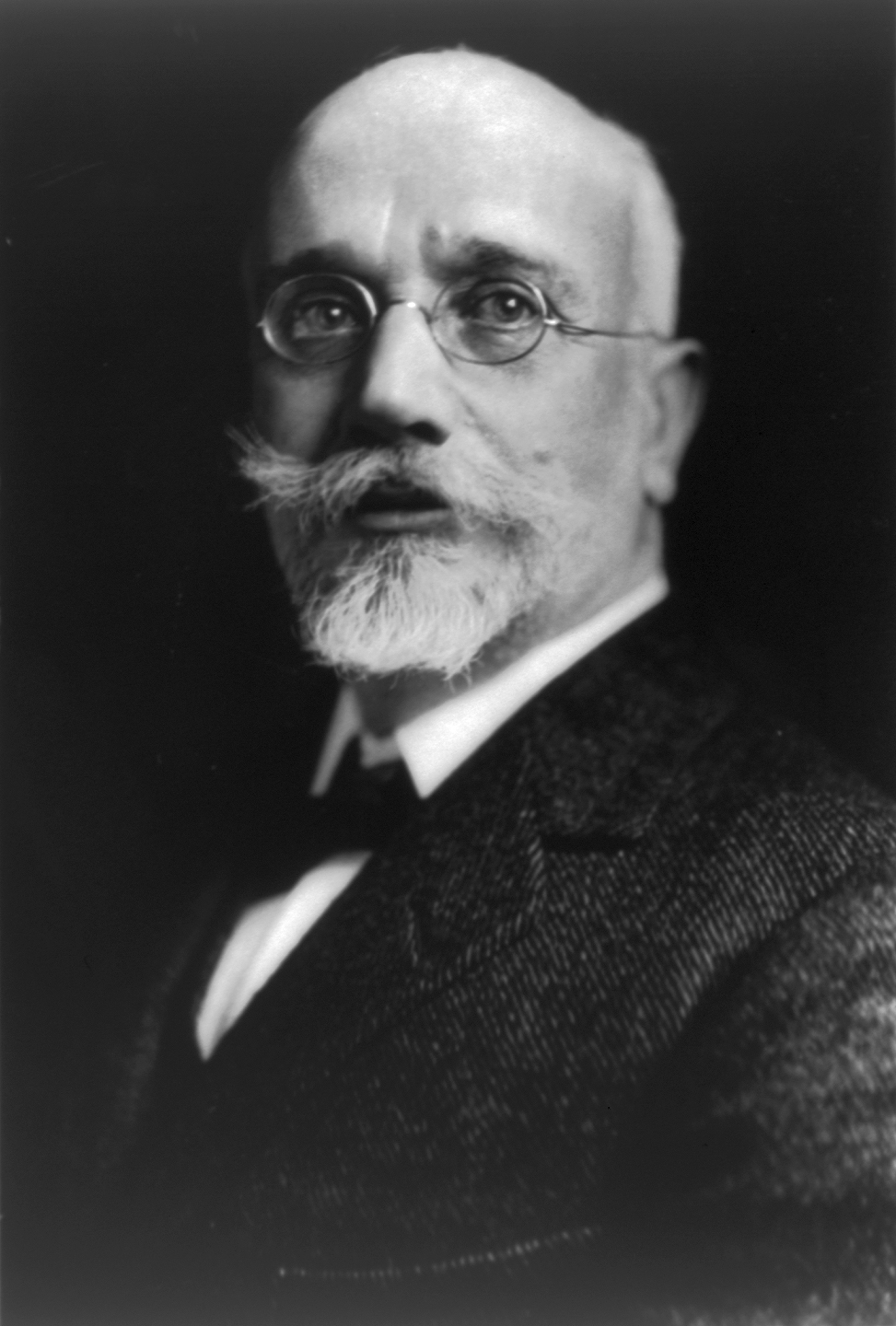
エレフテリオス・ヴェニゼロス。現代ギリシャの政治家

1898年、独立とエノシス（ギリシア語: Ένωσις、ギリシャ人が暮らす地域の統合）に向けての最後の行動の間、列強はハニアを半自治国家『クレタ州』（ギリシア語: Κρητική Πολιτεία）の州都とし、ギリシャ王子ゲオルギオス（ゲオルギオス1世の次男）がクレタ総督となってハニアに暮らした。この時代のクレタ島は、独自の切手と通貨を発行していた。これは非常に重要な過渡期で、もはやオスマン帝国の隔絶したウィラーヤー（県）ではなく、ハニアはさらに国際都市となり繁栄し、ヨーロッパからも東方からも影響を受けた文明の交差路としての役割を再獲得した。多くの重要な建物は、この時代に建てられ、知識階級や芸術を愛好する階級が生まれ、地元有力者の新たな階層は町の日々の生活に違った雰囲気をもたらした。ヘレパ地区は、この時代に作られた多くの優れた新古典主義建築の大使館、領事館がある。
しかし、クレタ島の真のゴールはギリシャとの再統合であり、エレフテリオス・ヴェニゼロスがゲオルギオス王子支配への定期的な反対を繰り返した後にもたらされた。1905年のテリッソス革命を含む対立の連続は、ゲオルギオス王子を退任させ、高等弁務官アレクサンドロス・ザイミス（のちギリシャ首相となる）のクレタ島統治が始まった。ついに1908年、ヴェニゼロスは、列強の承認のもとで革命政府の設立を成し遂げた。1910年に行われたギリシャ首相選挙は、クレタが1913年12月1日にギリシャと統合する前の最後のステップとなった。ギリシャの国旗が、エレフテリオス・ヴェニゼロスと国王コンスタンティノス1世が出席した旧港のフィルカ砦での式典において、初めて掲げられた。
ハニア近郊のモウルニエス出身であるヴェニゼロスは、1896年-1897年に起きた対トルコ支配暴動の指導者だった。彼はのちにギリシャ首相となった偉大な政治家である。彼の墓は、ハニアを見下ろす丘の上にある(Profitis Ilias, 北緯35度31分29.5秒 東経24度03分22.2秒 / 北緯35.524861度 東経24.056167度)。

### 第二次世界大戦
第二次世界大戦中、ハニアはナチス・ドイツの侵攻を受け、占領された。1941年のクレタ島の戦いで、イギリス軍はドイツ落下傘部隊と対峙した。イギリスは市の南にあるデサメニ丘を越えた場所に分隊を持っていた。これらの分隊は発見されたマレメ飛行場で、兵器が尽きるまでドイツ軍に爆撃された。ゲオルギオス2世もハニア郊外のペリヴォリア村にある自身の別荘に滞在していたが、エジプトへ逃れた。市の一部は爆撃され、反ドイツのレジスタンスに参加したために処刑されたり投獄される者の割合が顕著であった。ハニアのユダヤ人コミュニティーも、ドイツ占領時代に取り除かれた。彼らの多くは、1944年にナチス・ドイツによって島から移送された。悲劇的なことに、イギリスの魚雷がタナイス号を沈没させた。この船には戦前の島の共同体に属した、捕らえられたユダヤ人が大勢乗っていた。

### 現代
幸運なことに、ハニアとクレタ島全体は大戦後のギリシャ内戦の壊滅的な結末から逃れられた。ハニア市は1950年代に通常のペースでゆっくりと成長を遂げ、内戦の結果国が左派となった困難を克服しようとしていた。1970年代、クレタ島はギリシャ人と外国人観光客の主要観光地となった。観光業の成長は、市の経済へ突出した後押しをし、日々の生活と地元住民の文化全般に影響を及ぼした。1971年、クレタ島の州都はヘラクリオンへ移された。

## 人口の推移
| 年   | 人口   | 変動         |
| ---- | ------ | ------------ |
| 1981 | 47,471 | -            |
| 1991 | 50,007 | +2,536/5.34% |
| 2001 | 53,373 | +3,366/6.73% |

## 都市の外観
ハニアは2つの地区に分けられる。旧市街と、大きな新市街である。旧市街は旧港の隣にあり、都市圏全体が成長している周辺の母体である。1538年に建設が始められた古いヴェネツィアの要塞施設によって囲まれてきた。これらは東部と西部が現存する。南から旧市街は新しくなり続け、北は海と接する。新市街の中心は、旧市街の隣に伸び、特に南へ向かっている。 

### 旧市街

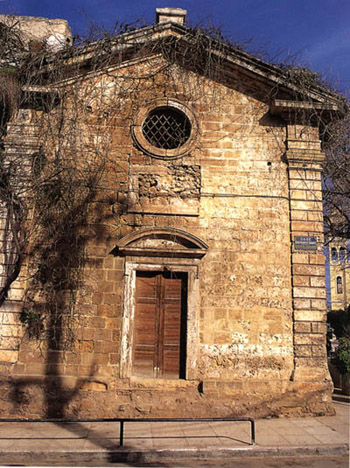
スプランツィアの聖ロッコ教会

第二次世界大戦で激しい爆撃を受けたにもかかわらず、ハニアの旧市街はクレタ島で最も美しい都会の地区とみなされている。特に、ヴェネツィア時代の崩れかけた港である。旧市街の境界はほとんど破壊された古いヴェネツィア時代の市壁である（防壁）。ここは、この地域で成長した全ての文明の揺りかごであった。旧市街の中央部分はカステリと呼ばれ、新石器時代から人が定住した。海岸通りは小さな丘の右隣にあり、難攻不落の位置にある定住地はいつも理想の場所であった。この場所の隣が港で、南には近接して肥沃な谷があった。現在、地区の西部分の近隣地区よりもわずかに静かである。スプランツィア地区（カステリ地区の東隣）も大方が手つかずで、非常に雰囲気がある。悲しいことに、市の将来の成長のための計画は今考慮中である。
旧市街の主要広場（カステリ地区の西隣）はエレフテリオス・ヴェニゼロス広場である。地区における観光活動の心臓部である。この隣にはトパナス地区があり、オスマン帝国占領時代に、市のキリスト教徒居住区であった。ヴェネツィアの武器保管庫からトパナスの名が発生した（トルコ語ではTop-Hane）。ユダヤ人地区エウライキ（EvraikiまたはOvraiki）は、旧市街の北西にあり、港を背後にし、トパナス地区との境界が含まれている。トパナス地区全体は総じて非常に絵になり、多くの狭い小路、ホテルやレストランなど店舗に改装されている古く魅力的な建物がある。ここは活発で色彩に溢れた場所で、特に4月から10月の温暖な時期がそうである。冬、ナイトライフなどの活動が続いているが、さらに静けさと雰囲気を醸し出す。
旧市街の非常に特色ある場所は港自体と、一般に海岸通り（Akti）である。アクティ・トムパジ（Akti Tompazi）、アクティ・コントリオト（Akti Kountouriotou）、アクティ・エノセオス（Akti Enoseos、マリーナ）、これらにはいくつかの歴史的建造物と盛んなナイトライフがある。旧市街と新市街とをつなぐ主要な通りは、ハリドン通りである。

#### 見どころ
カステリ地区:

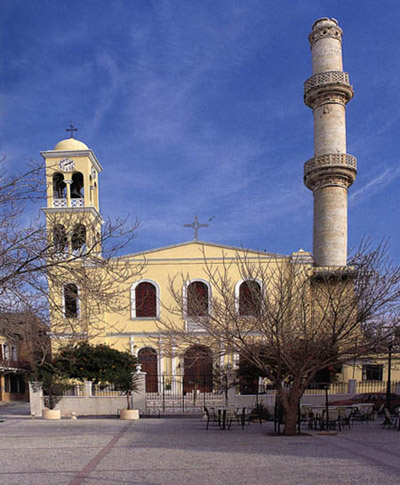
正教会の教会と、聖ニコラオスのミナレット

- カステリの考古学地区『カネヴァロ』（Kanevaro、ミノア文明）
- ビザンツ時代の防壁の一部
- 海岸通りに密接したヴェネツィア時代の防壁
- ヴェネツィア時代の庁舎跡（17世紀）
- サンタ・マリア・デ・ミラコリ修道院跡（1615年）
- カトル通りの公衆浴場（ハンマーム）
- 教区司祭邸（現在クレタ技術大学）[2]

スプランツィア地区:

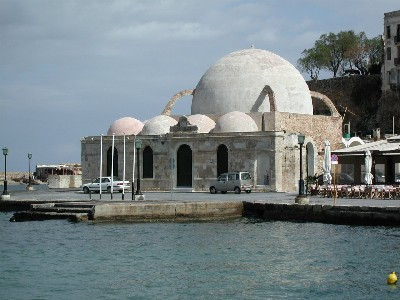
イェニチェリ・モスク

- ドミニコ会派の聖ニコラオス修道院（現在はアギオス・ニコラオス教会、14世紀初頭）
- サン・ロッコ教会（17世紀初頭）
- アギア・エカテリニ教会（16世紀後半）
- 聖ニコラオスのミナレット（Hioughar Tzamissi）
- トルコの泉（18世紀）

トパナス地区とユダヤ人地区:
- ラニエリの複合住宅（ヴェネツィア時代、16世紀後半）
- サン・サルヴァトーレ教会（15世紀建設開始）
- Etz Hayyimのシナゴーグ（）
- ザムベリオウ通りの公衆浴場（ハンマーム）

港:
- 灯台（Faros、15世紀）

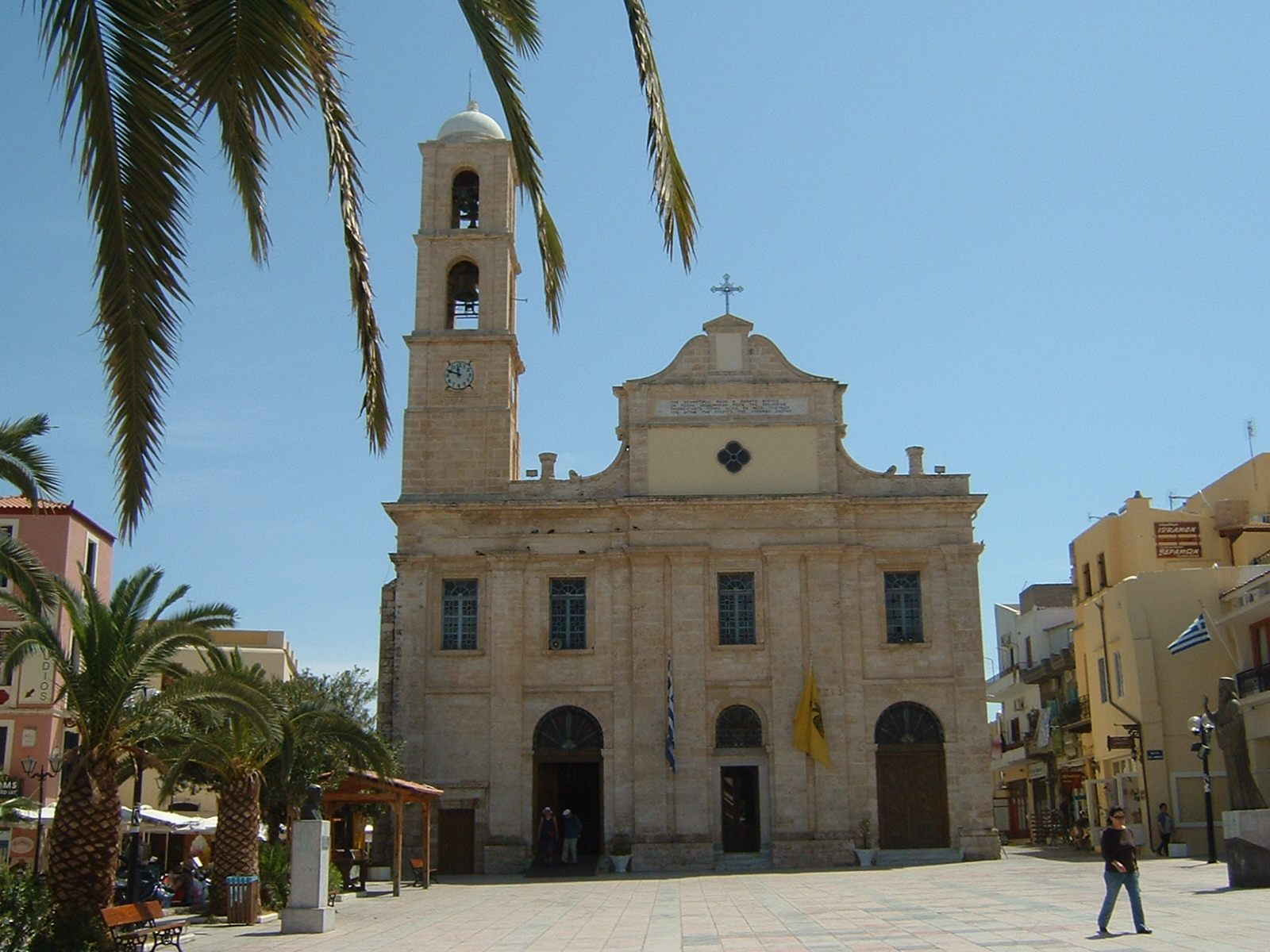
正教会のハニア聖堂

- イェニチェリのモスク（Yiali Tzamissi、17世紀）
- ヴェネツィア時代の造船所（Neoria、16世紀後半）
- 大造船所（Megalo Arsenali、16世紀後半）
- フィルカ砦（17世紀初頭）
- モロスの聖ニコラオスの防壁

ハリドン通り:

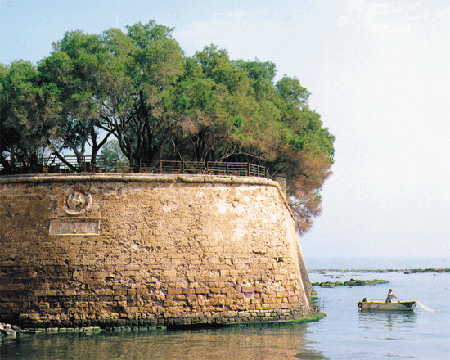
The Bulwar Sabbionara

- ギリシャ正教会の聖堂（Trimartyri、 1860年）
- カトリック教会の聖堂（1879年）
- フランチェスコ会派の聖フランチェスコ修道院（現在は考古学博物館）
- ハリドン通りの公衆浴場（ハンマーム）

その他:
- アギオス・アナルジロイ教会（Agioi Anargyroi）
- サン・サルヴァトーレの市壁（西部）
- 聖ディミトリオスの市壁（南西）
- サンタ・ルチアの市壁（東部）
- 市門とサッビオナーラの市壁

### 現代都市

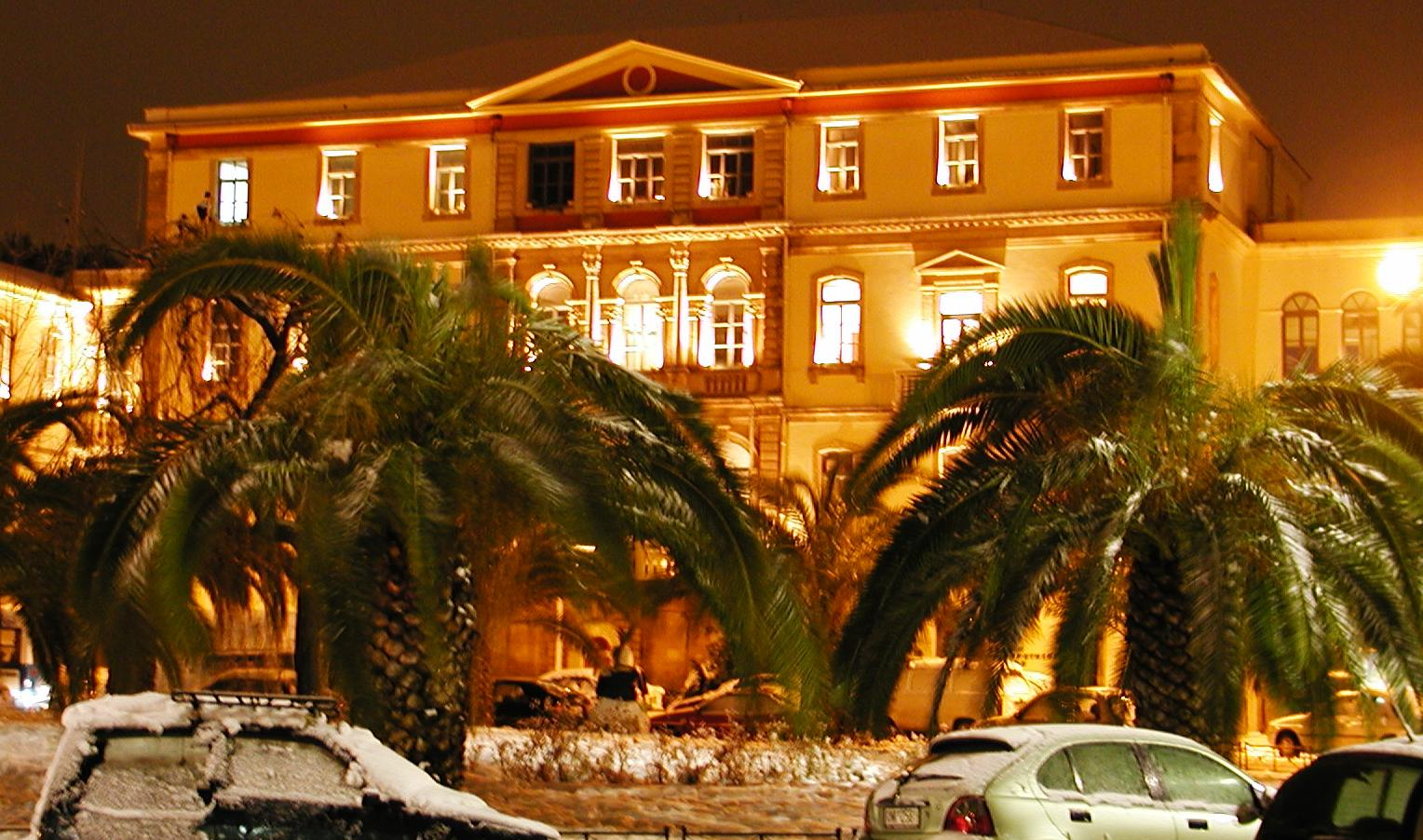
裁判所広場"Dikastiria"

ハニアの新市街では、多くの地元住民が生活し働いている。旧市街より伝統的な印象は薄れるが、いまも歴史的関心を引く美しい地区である。新市街の最古の地区は、18世紀初頭につくられたネア・ホラ（ニュー・タウンの意味）である。これは旧市街の西端の先である。現在も成長する地区だが、非常に美しい地区でもあり、狭い古い路地が小さな漁港へとつながっている。同時期に、ハレパ地区は市の東部へ伸び始め、地元貴族のための住宅地となった。地区の一部の歴史的建造物（外国がハニアにおいた旧大使館も含む）は20世紀に破壊されたか打ち捨てられたままだった。最近、残った建造物に対し修繕を施そうという関心が見られている。
地区にあるその他の歴史的建造物は、エレフテリオス・ヴェニゼロス邸（1876年-1880年建設）、旧フランス人学校（現在クレタ技術大学が所有）、アギア・マグダリニ教会（1901年-1903年）、クレタ総督宮殿（1882年建設。クレタ総督ゲオルギオス王子が暮らした）、エヴァンゲリストリア教会（1908年-1923年）である。ハレパのマリーナ地区の一部がタバカリアと呼ばれ、古い製革業者のユニークな建築複合物がある。コウム・カピ（最初ヴェネツィア人たちは『砂の門』を意味するサッビオナーラと呼んだ。ギリシャ語で訳すとコウム・カピとなる）は旧市街の東部にある市壁の先にある。これは、市壁の外に定住した初めての場所である。最初、ここはオスマン帝国領時代の終わりに実際移り住んだ北アフリカ出身のベドウィン集団、ハリコテス（Halikoutes）の住居だった。現在、この場所には多くの流行に乗ったカフェ、バー、レストランが絵になる砂浜を前に並び、成長著しい場所である。
町の現代部分の古い地区であると以前は名前が挙げられていた場所を離れれば、20世紀の間に数カ所の新たな住宅地、アギオス・イオアニス、コウムベス、レンタリアナなどが成長した。市の中心部の一部（最大ではない）は、色彩豊かな中程度の高さの建物が占め、1950年代から1970年代の典型的なギリシャの都市化時代の様相である。しかし、美しい新古典主義建築の建物が一部、ハニアの東地区、中心部を取り巻く近郊にあり、絵のように美しい。中心地区の設計は非常に優れ、良質の公園とスポーツのグラウンド、ヴェニゼロス・スタジアム、水泳プールがある。屋内市場アゴラはマルセイユの市場を元にした大規模な建物で、旧市街の一角を占め、地元住民と観光客に人気がある。新興の都市区域は裁判所（Dikastiria、19世紀後半完成）、市立の庭園（Kipos、1870年）、庭園の時計塔（Roloi、1924年-1927年建設）、主教邸宅（Despotiko、19世紀初頭建設）、マノウソス・コウンドウロスの家（1909年建設）、文化センター（Pnevmatiko Kentro）がある。ハニア中心部最大の広場は、市場広場（Agora）、裁判所広場、1866年広場である。
最近20年間で、ハニア住民が郊外へ出る傾向、同様に主としてアクロティリ半島など発展途上の場所へ流出する動きがみられた。

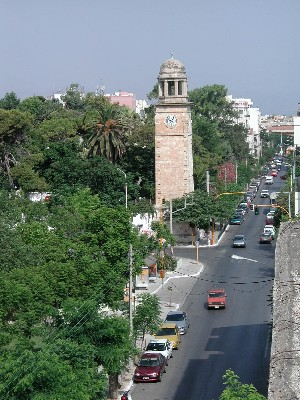
ディモクラティアス通りの時計塔
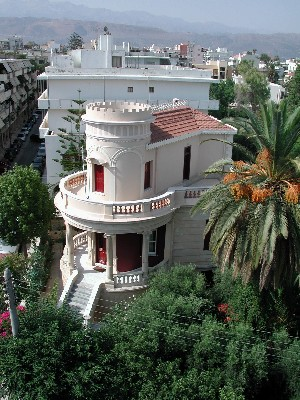
主教邸宅
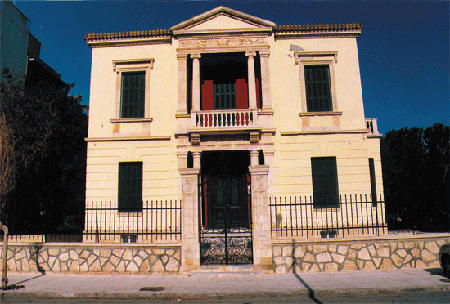
マノウソス・コウンドウロスの家

## 文化

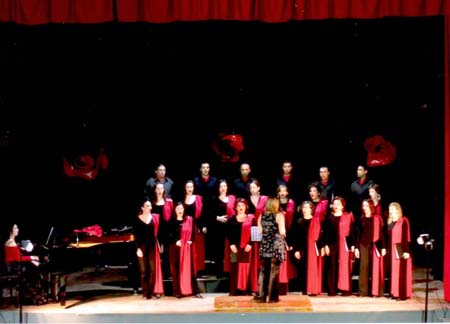
A snapshot from a cultural event in Chania

長い歴史を持つハニアは非常に豊富な文化的背景がある。
- 考古学博物館（旧市街）
- 民俗博物館（旧市街）
- 歴史公文書館[3] 　-　ギリシャで2番目に重要とされる
- クレタ海洋博物館（旧市街）
- 美術館
- ビザンツ美術館（旧市街）
- ヴェニゼロス邸
- 戦争博物館
- 化学博物館

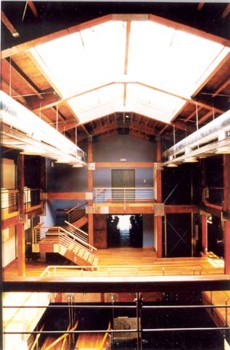
Part of the Mediterranean Centre for Architecture

夏期になると、多種の文化行事が毎日のように開催される。演劇、コンサート、展示がギリシャ内外の芸術家を招いて行われる。
フランス、ドイツ、イタリア、スウェーデンが領事館を開設している。

### ナイトライフ
ハニアは伝統的なクレタ島の魅力を持つ、家族向きの町である。家族的な雰囲気が深まるのは冬期で、大学生が町の雰囲気をゆっくりと変えていく。4月後半から10月上旬までの夏期、ギリシャ本土、ギリシャ内外からの観光客が集まり町はさらに国際的になる。料理も、クレタ伝統料理を出すタヴェルナから外国料理を出すレストランまで、選択肢が増える。これらは旧市街、ネア・ホラ、コウム・カピ、海岸地域に集中する。おびただしい数のバー、カフェが、崖をくりぬいた中や年数を経たヴェネツィア時代の建物内にあり、ジャズ、インディー・ミュージック、ギリシャ伝統音楽などが楽しめる。
コウム・カピ地域はここ10年間ほどで急速に成長し、今日は流行の中心となるカフェやレストランが集まっている。ギリシャ人割合（地元も観光客も）が旧市街よりもさらに高く、雰囲気はさらに国際的である。

### スポーツ
ウォータースポーツがハニアで非常に盛んで、特に地元の水球チーム（Nautical Club of Chania, N.O.X. ）はギリシャ国内チャンピオンにもなった強豪である。N.O.X所属の選手が、ギリシャ・ナショナルチームでプレイすることもある。
サッカーとバスケットボールは非常に盛んであるが、成功を収めるまでには至っていない。その他にはテニスと卓球、チェスが挙げられる。上記に挙げられたスポーツ種目の多くが、1935年完成のハニア国立スタジアム（E・ヴェニゼロス夫人エレナの財政援助で建てられた）で練習をしている。ネア・ホラにはウォータースポーツ用屋外プール、アクロティリには屋内プールがある。バスケットボール、バレーボール用の屋内スタジアムが2005年にネア・ホラに完成した。
山登り、山歩きのクラブも非常に盛んである（Greek Mountaineering Club of Chania, E.O.S. Chanion ）。

## 教育
- クレタ技術大学（）　-　ハニア最大の教育機関。在学生およそ2600人、大学院生およそ260人が学ぶ。

## 経済

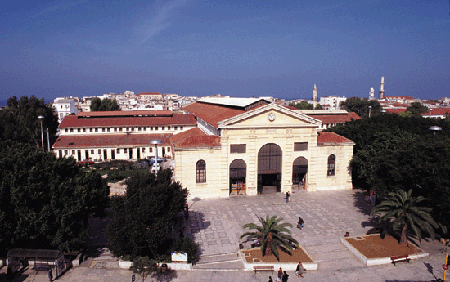
市場が開かれるアゴラ

ハニアの2大収入源は農業と観光業である。市民の大部分（農業を生業としていなくても）が大きくて10アールほどの農地で、オリーブの木や柑橘類を育てている。その他にワイン、アボカドなどが重要な生産品である。伝統的な栽培法から切り離され、生産品の一部は有機食品を奨励するため新たな方法に集中されている。農業団体The organization of the Agricultural August（）は、1999年よりハニア県によって組織された活動の一環を含む、地元の良質な産物を奨励する試みを行っていて、成功を収めている。
一方、観光業は1970年代初頭に始まり、過去10年間に急速に成長した。今日の第三次産業は地元にとってますます重要になってきており、特にビジネスの数が増加している。アグロツーリズムとエコツーリズムは、最近成長が著しい観光の形態である。 
第二産業の一部は農産物の加工・包装に焦点が合わせられている（製品の一部は中東へ輸出される）。また、農業生産を支援する工業製品の生産も行われている。

## 交通
- ハニア国際空港　-　アクロティリ半島にある。イオアニス・ダスカロギアンニス空港とも。18世紀に対トルコ反乱を指揮し、生きながら生皮を剥がれるという方法で処刑された、クレタ島の山岳地帯スファキア出身の英雄、ダスカロギアンニスにちなむ。オリンピック航空とエーゲ航空の、アテネ＝ハニア便がある。4月から11月までの間、イギリス、ドイツ、スカンディナヴィア諸国などからの直行便がある（Domestic flight schedules）。

ハニアから7km離れたソウダは、ピレウスとのフェリー定期便があり、NATOの基地もある（ANEK Linesとferry schedules）。

## ハニア出身の著名人
- エレフテリオス・ヴェニゼロス　-　政治家。7度ギリシャ首相となった。現代ギリシャ最重要の政治家とみなされている
- コンスタンディノス・ミツォタキス　-　政治家。第7代ギリシャ首相
- ナナ・ムスクーリ　-　世界的なギリシャ人歌手
- エレニ・ダニリドゥ　-　プロテニス選手
- アンドレアス・グリニアダキス - プロバスケットボール選手、ギリシャ代表
- テオドロス・プラキス - 17世紀の画家。

## 参照
1. ↑  C. Michael Hogan, Cydonia, The Modern Antiquarian, January 23, 2008
2. ↑  Technical University of Crete
3. ↑  Historical Archive of Crete “アーカイブされたコピー”. 2006年10月5日時点のオリジナルよりアーカイブ。2006年10月6日閲覧。